# Ngurusolfågel
Ngurusolfågel (Cinnyris moreaui) är en fågel i familjen solfåglar inom ordningen tättingar.

## Utseende och läten
Ngurusolfågeln är en liten (12 cm) och färgglad solfågel med mycket böjd näbb. Hos hanen är ovansidan glänsande ljusgrön till djupblå. Bröstet är illrött kantat av gult. Honan är färglöst olivbrön ovan, ljusare under. Liknande sydafrikansk solfågel och höglandssolfågel har mer rött på bröstet och saknar det gula på bröstsidorna. Bland lätena hörs de vanliga tjirpande och tjippande ljuden som hos sina släktingar.

## Utbredning och systematik
Fågeln förekommer i bergstrakter i östra Tanzania (Nguru, Ukaguru, Uvidunda och Udzungwa). Den behandlas som monotypisk, det vill säga att den inte delas in i några underarter.

## Status och hot
Ngurusolfågeln har ett rätt litet utbredningsområde och tros minska i antal till följd av habitatförlust. Internationella naturvårdsunionen IUCN kategoriserar arten som nära hotad.

## Namn
Fågelns vetenskapliga artnamn hedrar den brittiske ornitologen Reginald Ernest Moreau (1897-1970). Tidigare kallades den moreausolfågel även på svenska, men tilldelades 2023 ett mer informativt namn av BirdLife Sveriges taxonomikommitté.